# (20789) Hughgrant
(20789) Hughgrant est un astéroïde de la ceinture principale.

## Description
(20789) Hughgrant est un astéroïde de la ceinture principale. Il fut découvert le 28 septembre 2000 à Fountain Hills (Arizona) par Charles W. Juels. Il présente une orbite caractérisée par un demi-grand axe de 2,55 UA, une excentricité de 0,24 et une inclinaison de 9,8° par rapport à l'écliptique.

## Compléments